# San Lupo
San Lupo ist eine Gemeinde in Italien in der Region Kampanien in der Provinz Benevento mit 686 Einwohnern (Stand 31. Dezember 2023). Sie ist Bestandteil der Bergkommune Comunità Montana Titerno e Alto Tammaro.

## Geographie

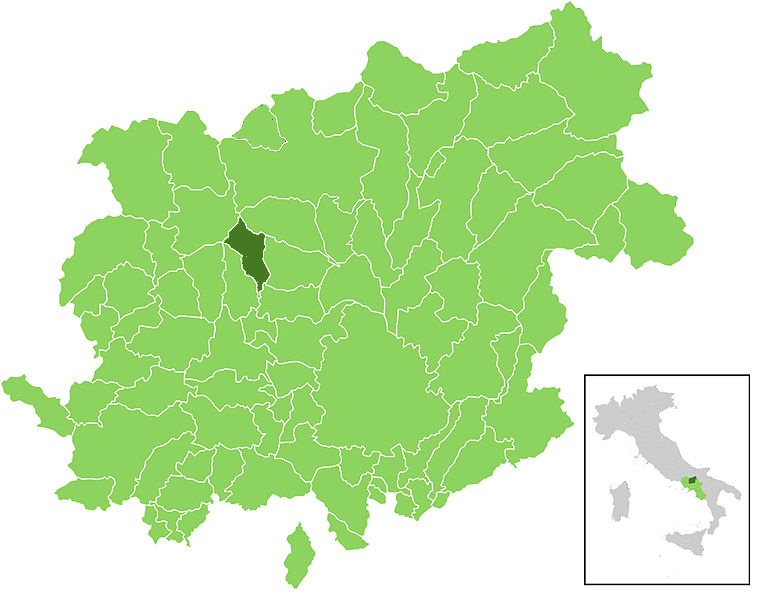
Lage von San Lupo in der Provinz Benevento

Die Gemeinde liegt etwa 20 km nordwestlich der Provinzhauptstadt Benevento. Die Nachbargemeinden sind Casalduni, Cerreto Sannita, Guardia Sanframondi, Ponte, Pontelandolfo und San Lorenzo Maggiore.

## Wirtschaft
Die Gemeinde lebt hauptsächlich von der Landwirtschaft durch Getreide, Öl, Wein, Obst, Maulbeeren sowie der Weidewirtschaft.

## Infrastruktur

### Straße
- Staatsstraße Benevento-Termoli

### Bahn
- Bahnstrecke Benevento–Campobasso

### Flug
- Flughafen Neapel